# Stephan Walter

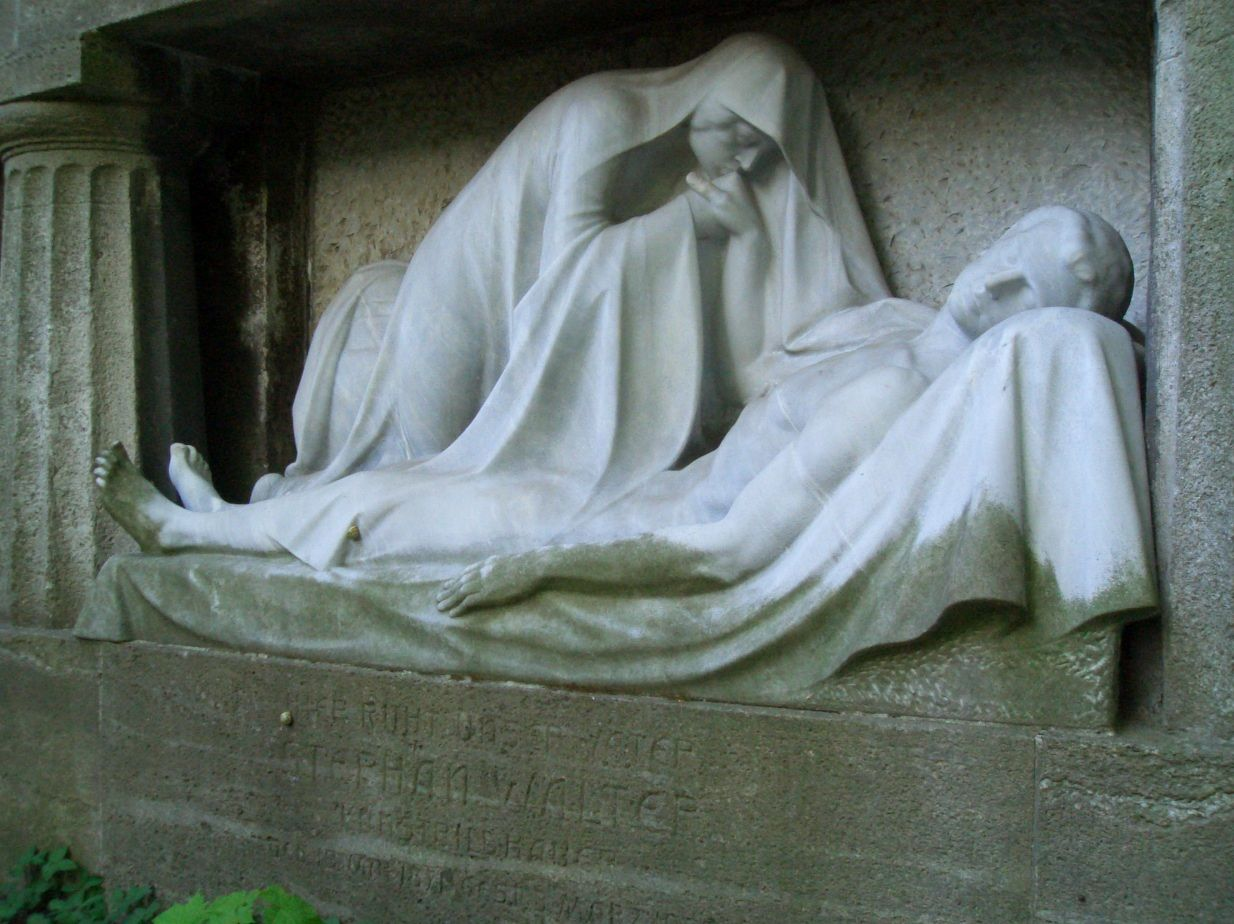
Pietà, 1912, Wandgrab der Familien Fröhlich auf dem Alten Zwölf-Apostel-Kirchhof, Berlin-Schöneberg

Stephan Walter (* 15. Mai 1871 in Nürnberg; † 3. März 1937 in Berlin) war ein deutscher Bildhauer.

## Leben
Walter war Sohn eines Tischlermeisters und der jüngere Bruder des späteren Fürther Architekten Fritz Walter. Nach einem zweijährigen Studium an der Königlichen Kunsthochschule Nürnberg arbeitete er zunächst in einer Porzellanfabrik in Bonn, danach in mehreren Kunstateliers in Frankfurt am Main. Anschließend setzte Stephan Walter an der Kunstgewerbeschule in Frankfurt sein Studium fort und kam 1892 mit seinem Lehrer Wilhelm Widemann nach Berlin in die Kunstgewerbeschule. In dieser Zeit konnte er am Entwurf und der Herstellung des Bauschmucks für das Reichstagsgebäude mitarbeiten. Nach Studienaufenthalten in München und Innsbruck folgten Studienreisen nach Italien, Ägypten, Russland und Schweden. Ab 1898 war er selbstständiger Bildhauer, erhielt umfangreiche Aufträge und beteiligte sich vielfach an Wettbewerben, unter anderem auch für einen Monumentalbrunnen in Oppeln, der aber als Ceresbrunnen von einem anderen Künstler gestaltet wurde.  Walter war seit 1910 Mitglied der Berliner Freimaurerloge Friedrich Wilhelm zur Morgenröthe.
Stephan Walter starb 1937 im Alter von 65 Jahren in Berlin. Er wurde auf dem Alten Zwölf-Apostel-Kirchhof in Berlin-Schöneberg beigesetzt. Seine letzte Ruhestätte befindet sich im Erbbegräbnis der Familien Gustav und Julius Fröhlich. In einer Nische der Wandgrabanlage mit Muschelkalkverkleidung steht eine Figurengruppe aus Marmor, die eine Trauernde beim Abschiednehmen von einem Toten zeigt. Die Skulptur hatte Walter selbst 1912 geschaffen.

## Werke (Auswahl)
- 1898: Sämann aus der Zeit des Großen Kurfürsten für das Kreishaus des Landkreises Niederbarnim in Berlin; 1913 erhielt die Skulptur den 1. Preis der Landeskunstausstellung und die Silbermedaille auf der Baukunstausstellung. Das Werk galt als verschollen, wurde in Tschechien wiederentdeckt und 2005 versteigert. Das Original steht heute in der Stadtbibliothek Oschersleben (Bode).
- um 1907: vier allegorische Figuren für das Regierungsgebäude in Potsdam
- 1908: zwei Tierfiguren Fischotter und zwei Tierfiguren Windhunde an der Baumgartenbrücke in Geltow (Windhunde seit 1945 verschollen)
- 1908: zwei Kentauren an der Ostseite der Glienicker Brücke zwischen Potsdam und Berlin
- 1912 Pietà und 1914 Hochrelief für das Erbbegräbnis der Familien Gustav und Julius Fröhlich auf dem Alten Zwölf-Apostel-Kirchhof in Berlin-Schöneberg, das auch Stephan Walters letzte Ruhestätte wurde; Wandgrab erhalten
- um 1913: Figuren Gesetz und Macht für das Berliner Kammergericht
- Kriegerdenkmal in Laer (Westfalen)
- Gänsediebe-Brunnen (Ort unklar), in Marmor ausgeführt nach Auftrag des Baurats Wilhelm Böckmann[1]
- Zwei Giebelwappen am Schloss Schwedt (1945 zerstört)
- Figur Seehandel für die Preußische Seehandlung in Berlin, von der Gießerei Gladenbeck im Verkaufskatalog angeboten
- Bauplastik am Polizeigebäude Magdeburg
- Reliefs an der Fassade der Polizeidirektion Hannover[3]

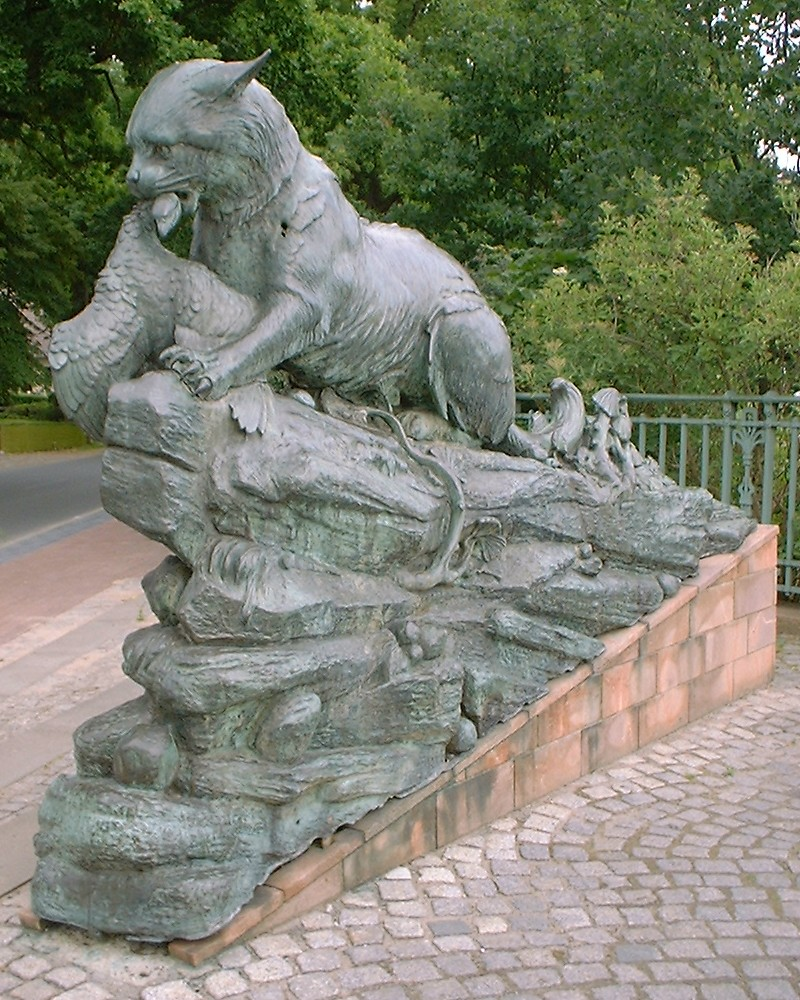
Fischotter an der Baumgartenbrücke in Geltow, 1908
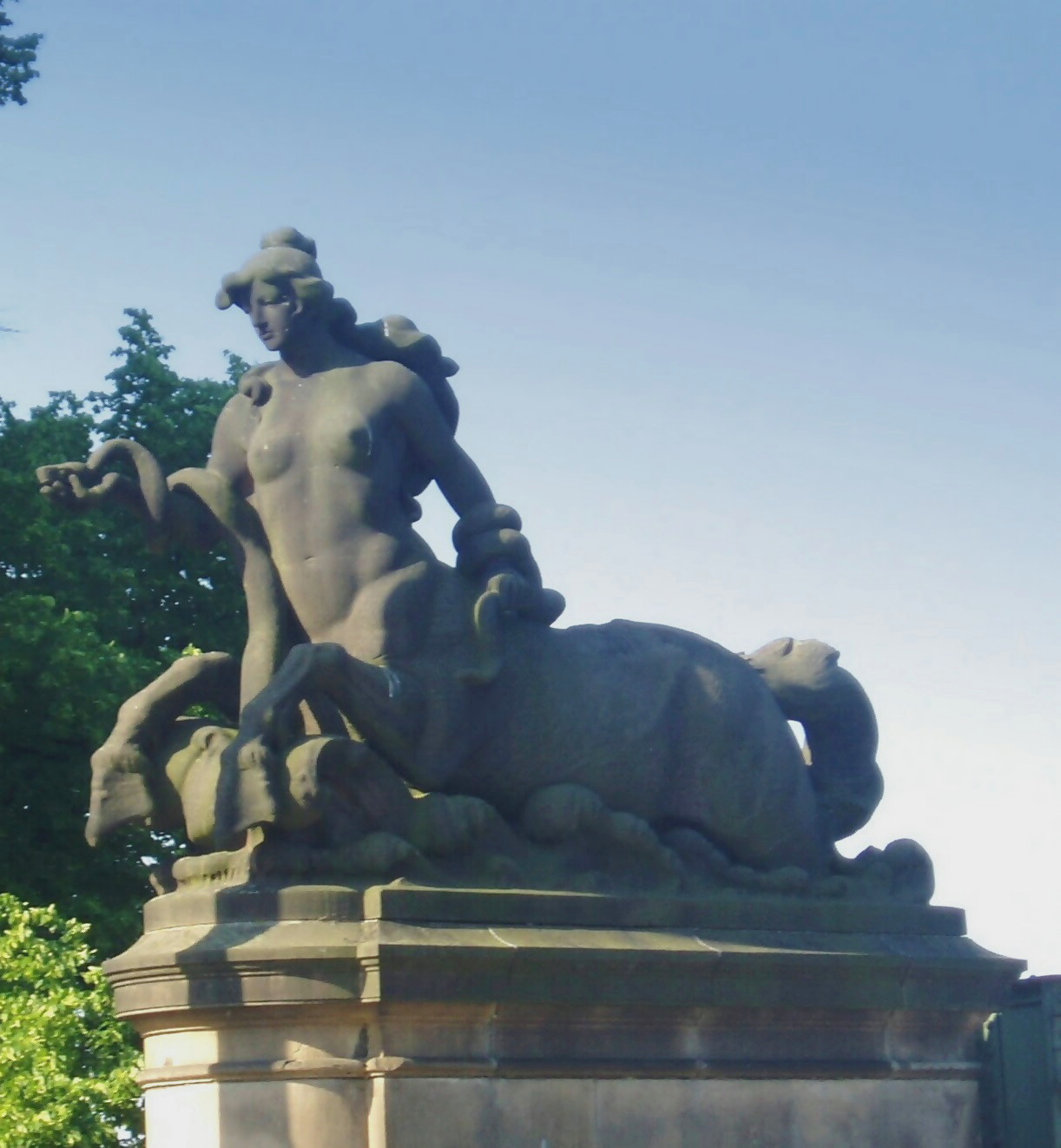
Kentaur an der Glienicker Brücke, 1908
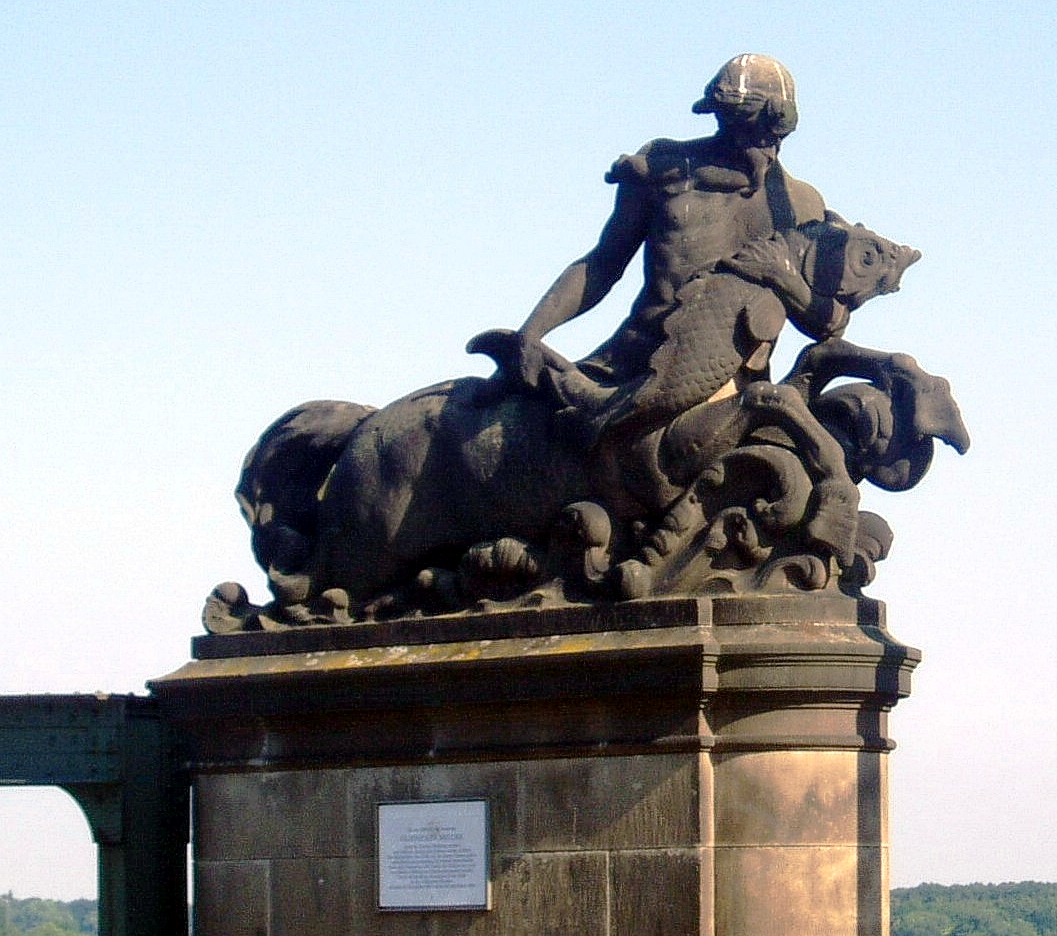
Kentaur an der Glienicker Brücke, 1908
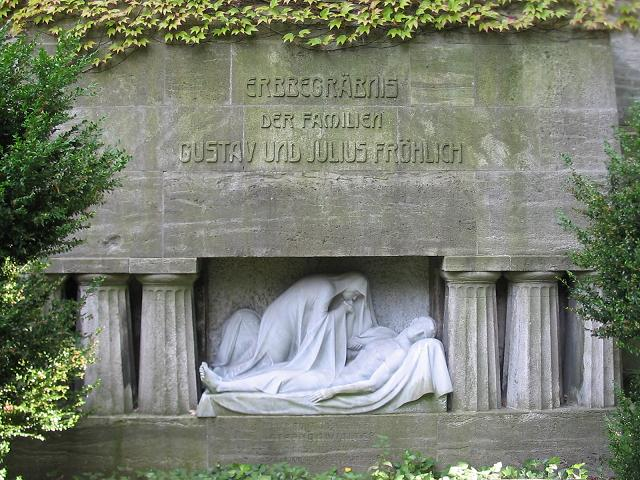
Erbbegräbnis der Familien Fröhlich auf dem Alten Friedhof der Zwölf-Apostel-Gemeinde, 1912/1914